# FC Sportfreunde Leipzig
El FC Sportfreunde Leipzig fue un equipo de fútbol alemán de Leipzig existente entre los años 1900 y 1945. El campo del Sportfreunde era conocido como Sportpark Connewitz.

## Equipo
El FC Sportfreunde Leipzig se fundó el 30 de julio de 1900 y compitió brevemente en la federación de clubes de fútbol de Leipzig (en alemán, Verbandes Leipziger Ballspiel-Vereine). Posterior a la disolución de ésta, siguieron participando en los campeonatos de la federación de clubes de fútbol de Alemania Central (en alemán,  Verbandes Mitteldeutscher Ballspiel-Vereine (VMBV)).
En las temporadas 1914/15, 1928/29 y 1930/31 se adjudicó el Sportfreunde los campeonatos de Nordwestsachsen y Groß-Leipzig, respectivamente. En los partidos de clasificación vinculados al VMBV, alcanzaron las semifinales al derrotar al CBC 1899 por un contundente 1:7. En 1931, el Sportfreunde fue eliminado en los cuartos de final por el Thüringen Weida. El mayor logro en la historia del equipo fue alcanzar la final del VMBV, en la cual fueron derrotados 1:3 contra los claros favoritos del SpVgg 1899 Leipzig.
La introducción de la Gauliga impidió al Sportfreunde alcanzar los logros de antaño. Únicamente en la Copa de Alemania alcanzaron los sajones las semifinales tras derrotar primeramente al NSTG Warnsdorf y al Göttingen 05, para en los cuartos de finale vencer claramente por un 2:9 al Blau-Weiß 90 Berlin. El club se disolvió tras el final de la Segunda Guerra Mundial, en 1945, y no encontró continuación posterior en otro tipo de estructura.

## Estadísticas
- Participación en la Tschammerpokal de 1939
- Participación en los campeonatos del VMBV : 1928/29, 1930/31
- Finalista de la Copa de Alemania: 1931

## Personalidades
- Walter Hempel, 11 veces internacial por la selección de Alemania, desarrolló su actividad deportiva desde 1908 hasta 1912 en el FC Sportfreunde
- Camillo Ugi, 15 veces internacial por la selección de Alemania, desarrolló su actividad deportiva desde 1918/19 en el FC Sportfreunde
- Max Grafe, árbitro internacional y miembro del FC Sportfreunde; dirigió, entre otros, la final del Campeonato Alemán de Fútbol de 1910.

## Literatura
- FC Sportfreunde Leipzig en: Hardy Grüne (2001): Diccionario de los equipos. Enciclopedia de la liga de fútbol alemán. Tomo 7. Kassel: AGON Sportverlag, Página 284 ISBN 3-89784-147-9

- Datos: Q1387660